# Exaceae
Exaceae es una tribu de plantas con flores perteneciente a la familia de las gentianáceas. Contiene 144-184 especies en seis géneros. Sebaea es el género más grande.

## Descripción
Tiene los tallos, a menudo, alados o con cuatro líneas. Las flores  son solitarias, o   con   inflorescencias terminales de pocas o muchas flores en  cimas axilares. La fruta es una cápsula. Las semillas       suelen ser angulares, con algo de gran parte ondulada y con frecuencia en forma de estrella.

## Distribución
Se distribuye por las zonas tropicales del Viejo Mundo principalmente en África tropical, Madagascar y la India.

## Hábitat
Son hierbas anuales o arbustos de hasta unos pocos metros de altura, o pequeñas       plantas saprofitas ( Cotylanthera ).

## Géneros
Según NCBI
- Cotylanthera
- Exacum
- Gentianothamnus
- Ornichia
- Sebaea
- Tachiadenus

Según GRIN
- Belmontia E. Mey. = Sebaea Sol. ex R. Br.
- Carissophyllum Pichon = Tachiadenus Griseb.
- Cotylanthera Blume = Exacum L.
- Exacum L.
- Exochaenium Griseb. ~ Sebaea Sol. ex R. Br.
- Gentianothamnus Humbert
- Klackenbergia Kissling
- Lagenias E. Mey. ~ Sebaea Sol. ex R. Br.
- Ornichia Klack.
- Sebaea Sol. ex R. Br.
- Tachiadenus Griseb.